# Liste der Nummer-eins-Hits in Belgien (1974)
Diese Liste enthält alle Nummer-eins-Hits in Belgien im Jahr 1974. Es gab in diesem Jahr 20 Nummer-eins-Singles.
| Singles |
| --- |
| - Nick MacKenzie – Juanita - 3 Wochen (29. Dezember 1973 – 18. Januar 1974, insgesamt 4 Wochen) - Cockney Rebel – Sebastian - 1 Woche (19. Januar – 25. Januar, insgesamt 2 Wochen) - Nick MacKenzie – Juanita - 1 Woche (26. Januar – 1. Februar, insgesamt 4 Wochen) - Cockney Rebel – Sebastian - 1 Woche (2. Februar – 8. Februar, insgesamt 2 Wochen) - The Three Degrees – Dirty Ol' Man - 4 Wochen (9. Februar – 8. März, insgesamt 5 Wochen) - Charlie Rich – The Most Beautiful Girl - 1 Woche (9. März – 15. März, insgesamt 4 Wochen) - The Three Degrees – Dirty Ol' Man - 1 Woche (16. März – 22. März, insgesamt 5 Wochen) - Charlie Rich – The Most Beautiful Girl - 1 Woche (23. März – 29. März, insgesamt 4 Wochen) - Jackpot – Is Everybody Happy - 1 Woche (30. März – 5. April) - Charlie Rich – The Most Beautiful Girl - 1 Woche (6. April – 12. April, insgesamt 4 Wochen) - Mud – Tiger Feet - 1 Woche (13. April – 19. April) - Charlie Rich – The Most Beautiful Girl - 1 Woche (20. April – 26. April, insgesamt 4 Wochen) - ABBA – Waterloo - 5 Wochen (27. April – 31. Mai) - Terry Jacks – Seasons in the Sun - 2 Wochen (1. Juni – 14. Juni) - The Cats – Be My Day - 2 Wochen (15. Juni – 28. Juni) - George Baker Selection – Fly Away Little Paraguayo - 1 Woche (29. Juni – 5. Juli) - The Rubettes – Sugar Baby Love - 2 Wochen (6. Juli – 19. Juli, insgesamt 5 Wochen) - Jackpot – One and One Is Two - 1 Woche (20. Juli – 26. Juli) - The Rubettes – Sugar Baby Love - 3 Wochen (27. Juli – 16. August, insgesamt 5 Wochen) - Paper Lace – The Night Chicago Died - 3 Wochen (17. August – 6. September) - Dalida – Gigi l'amoroso - 1 Woche (7. September – 13. September) - George McCrae – Rock Your Baby - 5 Wochen (14. September – 18. Oktober) - Carl Douglas – Kung Fu Fighting - 4 Wochen (19. Oktober – 15. November) - Spooky & Sue – Swingin’ on a Star - 3 Wochen (16. November – 6. Dezember) - George Baker Selection – Sing a Song of Love - 3 Wochen (7. Dezember – 27. Dezember) - Mud – Lonely This Christmas - 4 Wochen (28. Dezember 1974 – 24. Januar 1975) |

Siehe auch: Nummer-eins-Hits 1974 in  Australien, Deutschland, Finnland, Frankreich, Irland, Italien, Japan, Kanada, Neuseeland, den Niederlanden, Norwegen, Österreich, der Schweiz, Spanien, den Vereinigten Staaten und im Vereinigten Königreich.